# اتروریا، استفوردشر
اتروریا (به انگلیسی: Etruria) یک روستا در بریتانیا است که در استوک-آن-ترنت واقع شده‌است.